# Charles Levert
Pour les articles homonymes, voir Levert.
Charles-Alphonse Levert, né le 18 juin 1825 à Sens (Yonne) et mort le 5 avril 1899 à Paris 8e, est un homme politique français.

## Biographie
Fils d'Antoine Levert (1793-1865), entreposeur de tabac à Paris, et de Caroline Colombe Tarbé des Sablons, il suit ses études au collège Sainte-Barbe, au terme desquelles il devient avocat au barreau de Paris.
En 1848, Émile Ollivier, alors commissaire du gouvernement dans les Bouches-du-Rhône, le prend comme secrétaire, le nommant à son premier poste dans l'administration préfectorale, dans laquelle il va faire une belle carrière durant le Second Empire.
En octobre 1850, il est nommé conseiller de préfecture à Arras. Rallié au régime impérial, il est nommé en décembre 1851 sous-préfet de Saint-Omer, avec le soutien de son oncle, Félix Carlier, préfet de police de Paris.  
En janvier 1857, il est nommé sous-préfet de Valenciennes, où il se marie, puis, en août 1857  préfet de l'Ardèche. Il s'y signale par son activité lors des inondations qui dévastent le pays. 
En septembre 1859, il est nommé préfet d'Alger. 
En septembre 1860, il reçoit à Alger l'empereur Napoléon III et l'impératrice Eugénie, qui inaugurent à Alger le 18 septembre le boulevard de l'Impératrice.
En décembre 1860, il est nommé préfet de la Vienne, où la politique du Second Empire dans les États pontificaux tend ses relations avec l'évêque de Poitiers.
En mars 1864, il retrouve le département du Pas-de-Calais, où il est nommé préfet. Il s'efforce d'y favoriser l'aménagement de lignes de chemin de fer. Durant son administration, il mène la déclaration d'utilité publique de la ligne d'Arras à Saint-Pol-sur-Ternoise, de celle de Saint-Pol à Etaples, de celle de Béthune à Frévent, le 25 juin 1864. Il entreprend la construction d'autres lignes ; la reconstruction des hospices d'aliénés de Saint-Venant et de Saint-Pol-sur-Ternoise.
En mars 1866, il devient préfet de la Loire, qu'il quitte dès janvier 1867 en étant nommé préfet des Bouches-du-Rhône, un département travaillé par les républicains. 
Le 4 septembre 1870, la préfecture de Marseille, récemment reconstruite sur de vastes proportions par son prédécesseur, est envahie par des émeutiers hostiles au régime impérial. Blessé lors de cette journée, il doit se cacher avec sa famille.  
Il s'exile à Monaco, puis en Italie, à Genève et en Belgique. Il visite Napoléon III à Wilhelmshöhe, en Westphalie, où Guillaume Ier le retient prisonnier, l'accompagne en mars 1871 quand il est libéré, depuis la frontière germano-belge jusqu'au port d'Ostende, où l'ex-empereur s'embarque pour l'Angleterre. 
Après la défaite de 1871, son engagement au service du bonapartisme se porte sur le terrain parlementaire.  
Il est élu député du Pas-de-Calais à l'occasion d'une élection partielle, en janvier 1872, et siège dans le groupe parlementaire de l'Appel au peuple, regroupant les bonapartistes, dont il est l'un des membres les plus actifs. 
En janvier 1873, il assiste en Grande-Bretagne aux obsèques de Napoléon III. Il soutient ensuite les droits de son fils, Louis-Napoléon Bonaparte, mort en 1879, puis ceux du cousin de celui-ci, le prince Victor Napoléon, dont il est le secrétaire particulier.
En février 1876, il est élu dès le premier tour député de Saint-Omer. Il ne soutient ni les ministères Jules Simon, ni celui du duc de Broglie. Il est réélu en octobre 1877, puis en août 1881.
Il se rapproche alors, par nécessité, des monarchistes.
Il est réélu en octobre 1885, mais battu en septembre 1889 par le républicain Charles Jonnart et se retire de la vie politique.

### Distinction
- commandeur de la légion d'honneur (1867).

### Mariage et descendance
Il épouse à Valenciennes le 25 juillet 1857 Elise Canonne (Valenciennes, 31 octobre 1836 - Paris 8e, 8 juin 1923), fille de Théodore Canonne et de Charlotte Legrand. Dont :
- Maurice Levert, secrétaire particulier du prince Victor Napoléon après son père, collectionneur de souvenirs de l'ère impériale (Privas, 27 octobre 1858 - Paris 7e, 16 mars 1944), marié en 1892 avec Alice Gérard (1870-1954), petite-fille de Michel Nicolas Gérard, député de l'Oise, dont postérité ;
- Caroline Fatma Levert (18 décembre 1859 - Paris 17e, 13 février 1945), mariée en 1878 avec François Albert Sarlande, chef de cabinet de Charles Levert à la préfecture de Marseille, puis député de la Dordogne (1847-1913), dont postérité ;
- Stéphanie Amélie Madeleine Levert (Valenciennes, 11 octobre 1863 - Paris 8e, 15 septembre 1945), mariée en 1885 avec Paul Le Roux, député puis sénateur de  la Vendée (1850-1923), dont postérité.

### Sources
- « Charles Levert », dans Adolphe Robert et Gaston Cougny, Dictionnaire des parlementaires français, Edgar Bourloton, 1889-1891 [détail de l’édition]
- « Charles Levert », dans le Dictionnaire des parlementaires français (1889-1940), sous la direction de Jean Jolly, PUF, 1960 [détail de l’édition]